# Styracosaurus
Styracosaurus albertensis
Genre
Espèce
Styracosaurus (« Lézard à pointes de lance ») est un genre éteint de dinosaures cératopsiens du Crétacé supérieur (Campanien), ayant vécu en Amérique du Nord.
L'espèce type, seule espèce connue, est Styracosaurus albertensis décrite par Lawrence Lambe en 1913.

## Découverte
Le premier styracosaure fossile a été trouvé en Alberta (Canada) en 1913, dans une région aujourd'hui classée Parc provincial Dinosaur. Le styracosaure avait quatre courtes pattes et un corps massif ; sa queue était plutôt courte. Il avait également un bec et des dents jugales, indiquant un régime herbivore. Comme les autres cératopsiens, ce dinosaure vivait fort probablement en groupe, se déplaçant en vastes troupeaux et prenant soin de ses petits après l'éclosion.

## Description
Styracosaurus est un herbivore qui possédait six longues cornes sur sa collerette, une plus petite corne au-dessus de chaque œil et une longue corne d'une soixantaine de centimètres de long et d'une quinzaine de large (à la base) sur le museau. Les quatre plus longues cornes de sa collerette étaient presque aussi longues que sa corne nasale,. Si sa collerette n'avait pas seulement une fonction défensive, mais aussi une fonction sociale, elle possédait peut-être des couleurs voyantes, et a pu servir à établir des préséances lors d'affrontements. Le styracosaure mesurait 5,50 mètres de long et pesait près de 3 tonnes. Il vivait dans ce qui est aujourd'hui le Canada et les États-Unis durant le Campanien, soit il y a environ entre 83,6 à 72,2 millions d'années.

### Variabilité intraspécifique
En 2019, l'étude d'un nouveau crâne (UALVP 55900), bien conservé, de Styracosaurus albertensis découvert dans la formation géologique contemporaine de Dinosaur Park en Alberta, montre une grande variabilité et des asymétries crâniennes insoupçonnées pour cette espèce. En effet, l'os pariétal droit porte 7
épi-ossifications, tandis que le gauche en possède 8.
L'espèce Rubeosaurus ovatus décrite en 2010 dans la formation de Two Medicine dans le Montana se place dans cette gamme de variations intraspécifiques et d'asymétries de Styracosaurus albertensis. Les auteurs, Robert.B. Holmes et ses collègues, considèrent ainsi que R. ovatus est un synonyme junior de Styracosaurus albertensis.

## Origines
Pendant de nombreuses années, les origines évolutives de Styracosaurus n'ont pas été connues parce qu'on ne disposait pas d'assez de fossiles pour les plus anciens cératopsiens. La découverte de Protoceratops, en 1922, a mis en lumière les affinités les plus anciennes des cératopsidés, mais il a fallu encore plusieurs décennies avant de combler les lacunes. Des découvertes  vers la fin des années 1990 et pendant les années 2000, y compris celle de Zuniceratops, le premier cératopsien connu avec des cornes sur le front et Yinlong, le premier cératopsien jurassique connu, laissent supposer à quoi les ancêtres de Styracosaurus peuvent avoir ressemblé. Ces nouvelles découvertes ont été importantes : éclairant les origines des dinosaures cornes en général, elles suggèrent que le groupe est apparu pendant le Jurassique en Asie, l'apparition des vrais cératopsiens à cornes se produisant en Amérique du Nord au début du Crétacé supérieur.

## Liste des espèces

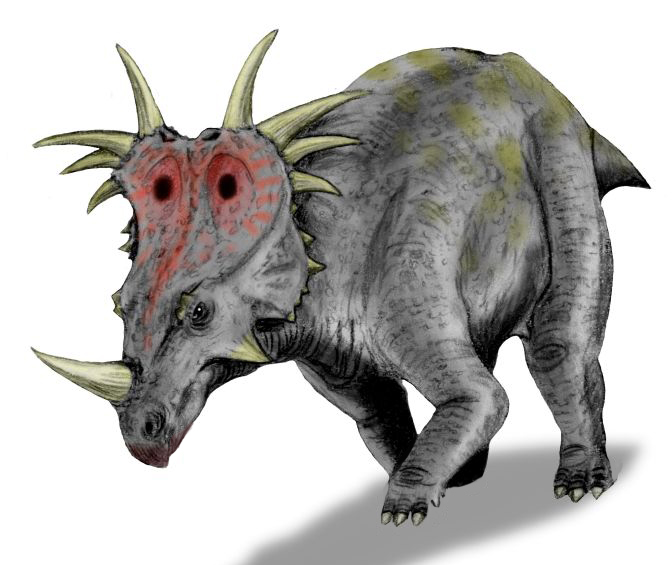
Restitution paléoartistique de Styracosaurus albertensis par Nobu Tamura.

Il n'existe qu'une seule espèce valide, S. albertensis décrite par Lambe en 1913. L'espèce S. parksi décrite en 1915, est considérée comme synonyme de S. albertensis.
S. ovatus de la formation géologique de Two Medicine du Montana a été transférée en 2010 dans le genre Rubeosaurus.

## Dans la culture populaire
Le styracosaure est l'un des cératopsidés les plus connus auprès du public, presque au même titre que son cousin le tricératops ou encore le protocératops, car il apparaît dans de nombreux médias.

### Cinéma
- Dans Le Fils de Kong (1933), la suite du premier film de King Kong, un styracosaure apparaît brièvement en train de charger trois des protagonistes.
- Dans le film La Vallée de Gwangi (1969), un styracosaure combat l'allosaure nommé Gwangi ; ce dernier finit par le vaincre grâce à l'aide des cow-boys voulant le maintenir en vie.
- Dans Voyage au début du temps (Cesta do Praveku), 1955, un styracosaure est l'une des créatures préhistoriques observée par les quatre protagonistes.
- Dans le film Le Sixième Continent (The Land That Time Forgot), 1975, deux styracosaures apparaissent et l'un d'eux est tué par les protagonistes.
- Dans l'univers des films Le Petit Dinosaure, des styracosaures peuvent être vus dans plusieurs films, l'un d'eux est nommé Onehorn (« une corne ») par les fans.
- Dans le film Dinosaure (2000) de Walt Disney Pictures, l'un des protagonistes est une vieille femelle styracosaure du nom d'Eema ; d'autres individus sont aussi vus dans le film.

### Séries télévisées
- Des styracosaures apparaissent dans quelques épisodes de la série Le Dino Train.
- Dans la série Dinosaur King et ses jeux vidéo, un styracosaure apparaît à partir de l'épisode 8, "Aloha", de la saison 1. Il est pourvu d'un pouvoir électrique nommé Lance éclair. Il devient ami avec les protagonistes et s'entend bien avec Chomp, le tricératops de Max.
- Le styracosaure apparaît dans l'Univers de Dino Riders et sa gamme de jouets.
- Dans Power Rangers : Dino Tonnerre, le Zord Triassic commandé par le ranger rouge a l'apparence d'un styracosaure robotique.

### Jeux vidéo
- Le styracosaure est présent dans le DLC Zoo Tycoon: Dinosaur Digs du jeu Zoo Tycoon (2001) et les DLC Dino Danger et Animaux Disparus de Zoo Tycoon 2 (2004), dans lequel il est possible de recréer et d'élever des spécimens pour le zoo.
- Un styracosaure est présent en tant que Boss dans le jeu Turok Evolution (2003).
- Styracosaurus est présent dans le jeu Jurassic Park: Operation Genesis (2003).
- Il est aussi présent dans l'édition Deluxe de Jurassic World Evolution (2018).
- Styracosaurus est inclus en tant que dinosaure jouable dans le jeu Warpath: Jurassic Park (2003).
- Styracosaurus est présent dans le jeu Ark: Survival Evolved, il est possible de l'apprivoiser.
- Dans le jeu Turok 2: Seeds of Evil (1998), le joueur peut chevaucher un Styracosaurus armé de canons.
- Dans la saga Monster Hunter, le Monoblos, une Wyverne volante, est un monstre dont la tête est identique à celle du Styracosaurus.

### Littérature
- Dans le roman Jurassic Park de Michael Crichton, Styracosaurus est l'une des espèces du Park, bien qu'aucun spécimen ne soit montré.
- Dans la bande dessinée Astérix et le Griffon (2021), le griffon en question est en réalité un styracosaure conservé congelé au fond d'un lac, et vénéré par les Sarmates, peuple iranien de la steppe pontique.

## Galerie

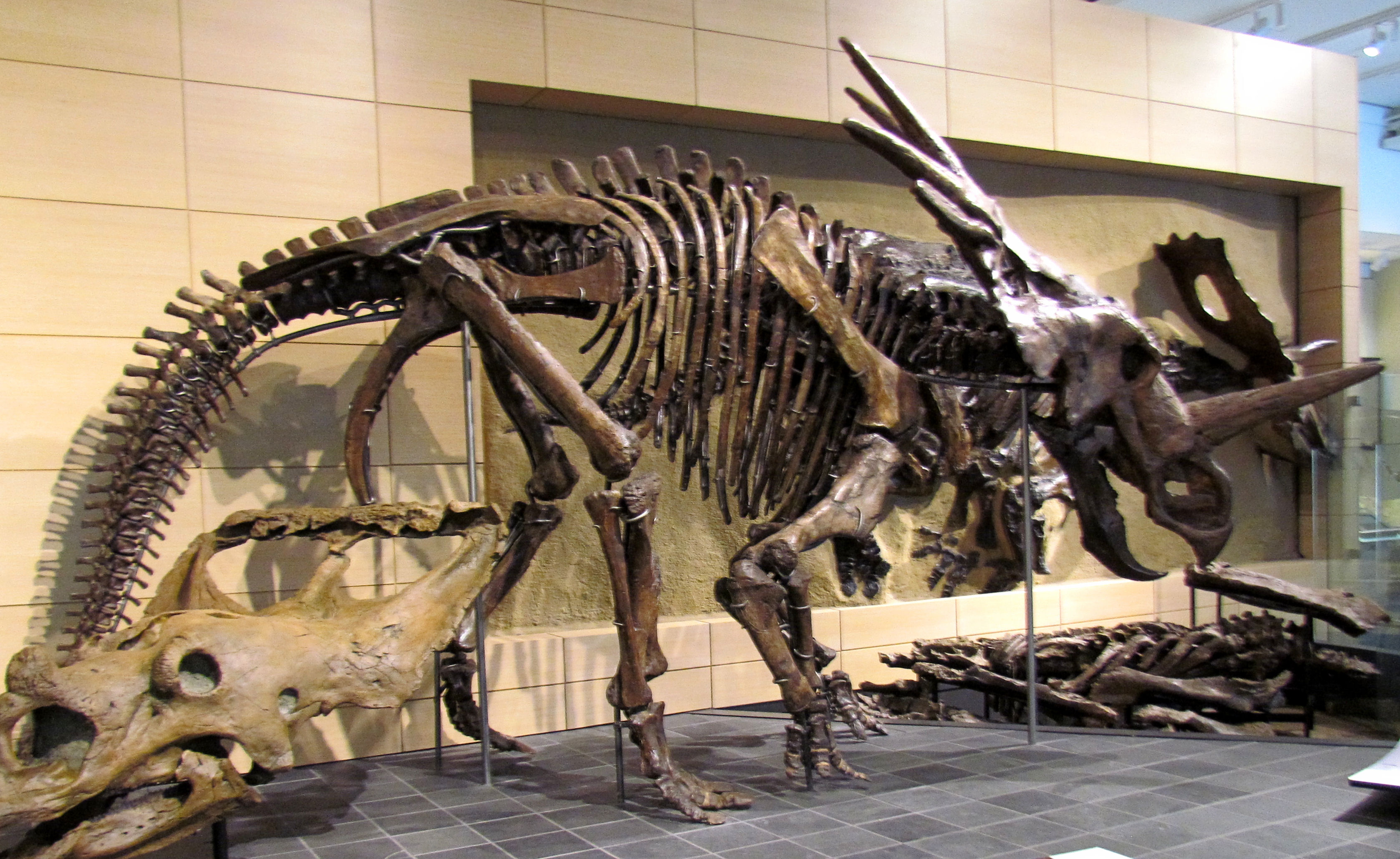
Squelette de Styracosaurus albertensis au Musée canadien de la nature.
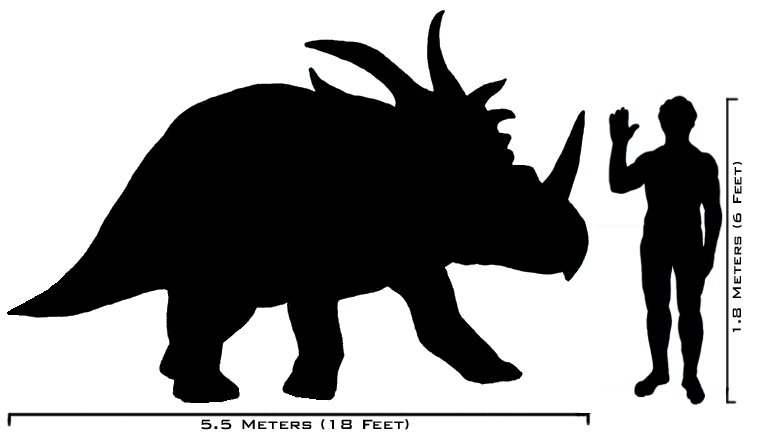
Comparaison de taille entre Styracosaurus et l'homme.
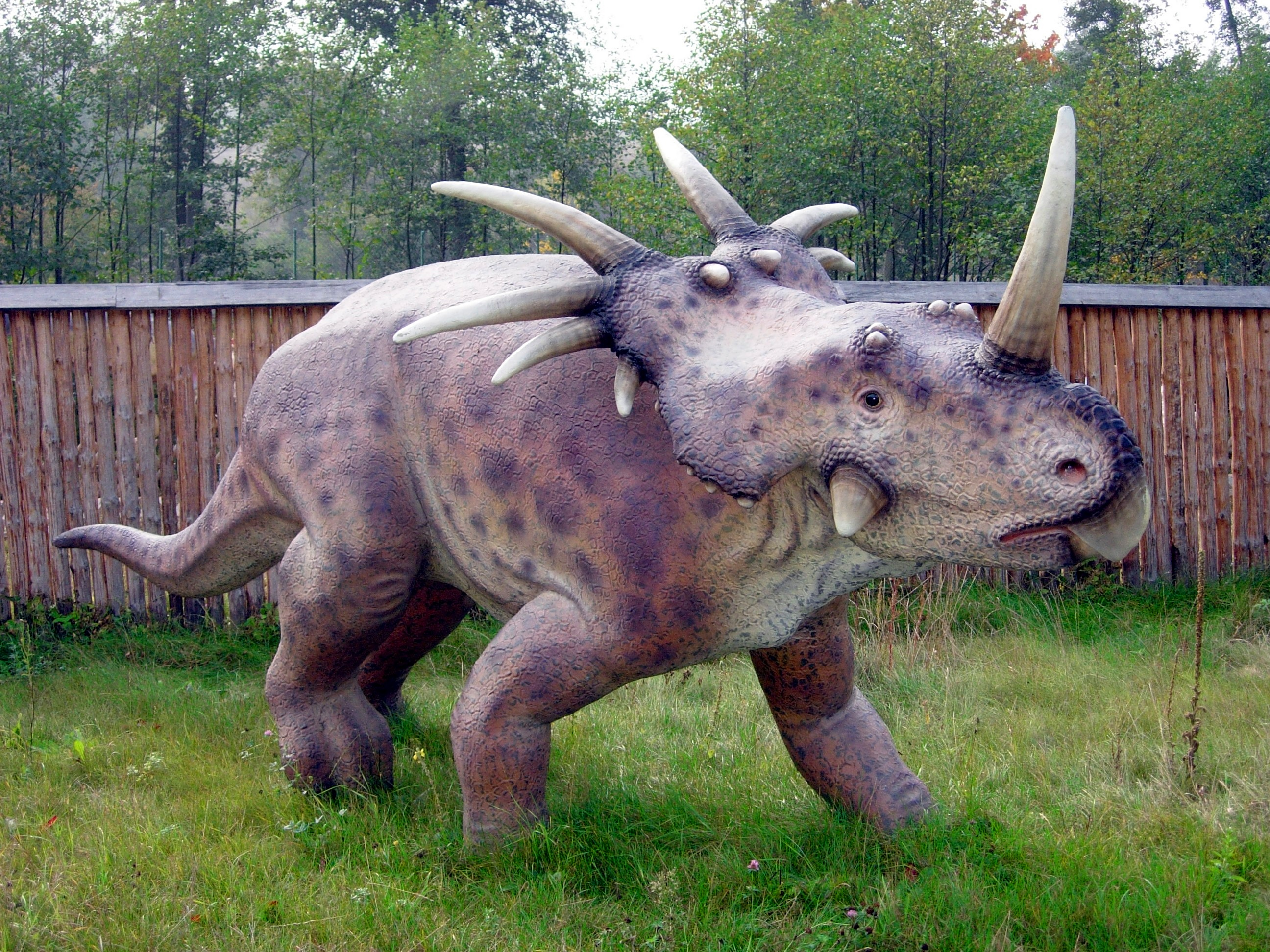
Modèle de Styracosaurus.
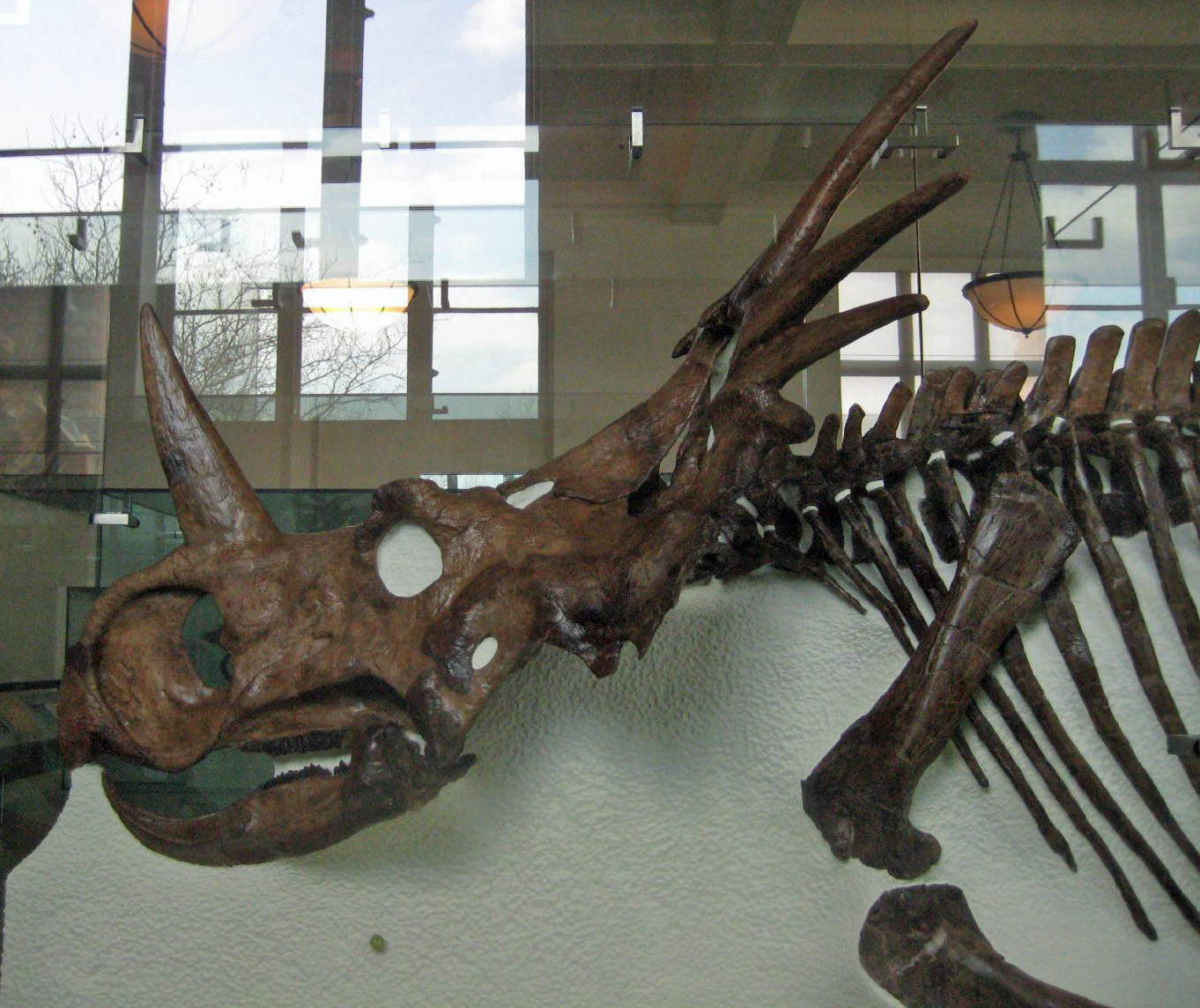
Partie avant du squelette de Styracosaurus albertensis du Muséum américain d'histoire naturelle.
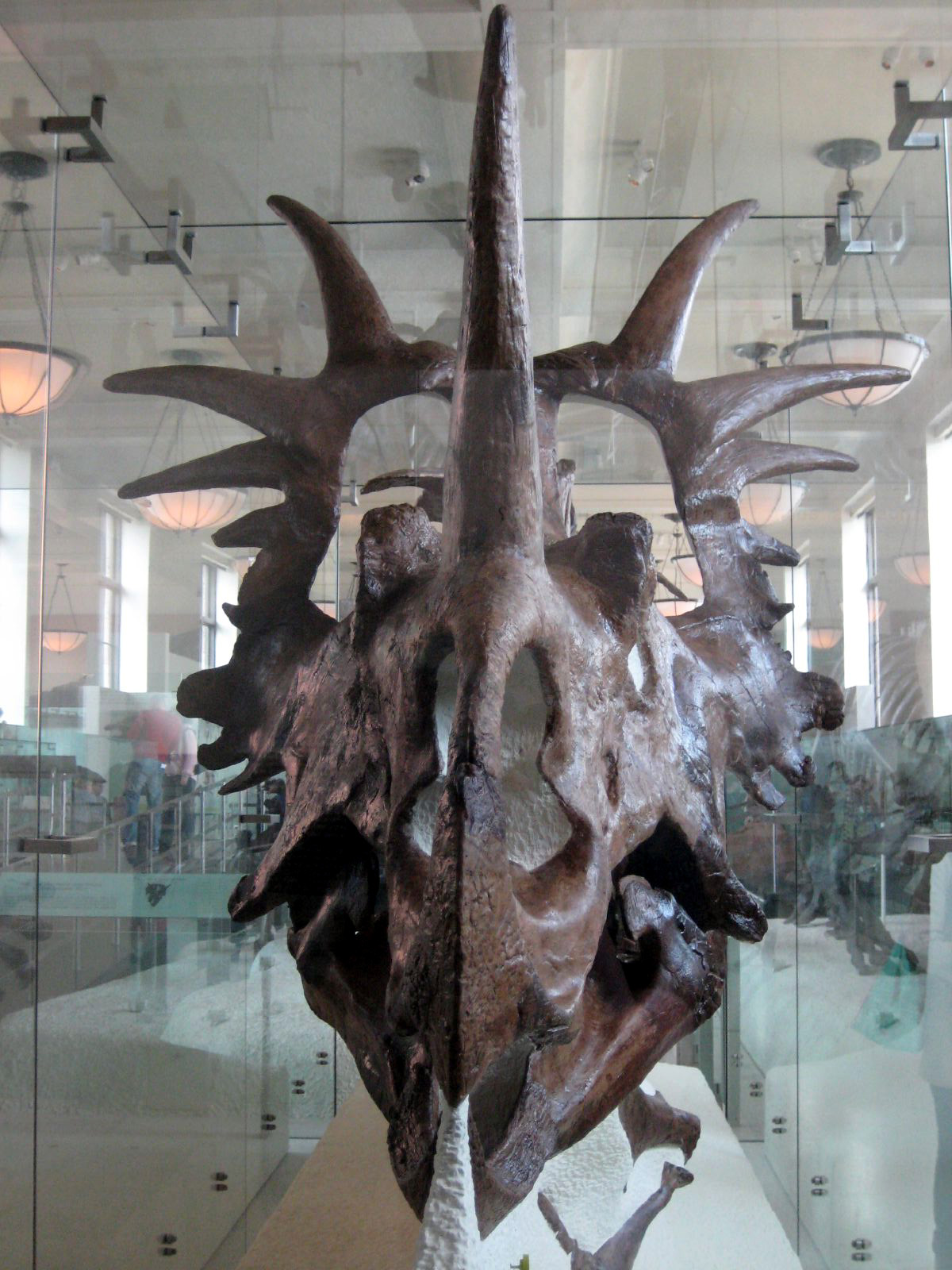
Crâne de Styracosaurus albertensis au Muséum américain d'histoire naturelle.